# Воротынск (Перемышльский район)
Воротынск — село в составе сельского поселения «Село Калужская опытная сельскохозяйственная станция» Перемышльского района Калужской области России.

## География
Село Воротынск расположено на небольшой реке Выссе, в 20 км на северо-запад от районного центра Перемышль и в 17 км на юго-запад от Калуги.

## История
Город с названием «Воротинескъ» упоминается в Ипатьевской летописи в связи с событиями 1155 года, когда он достался черниговскому князю Святославу Олеговичу: «…приѣха къ Ст҃ославу Ѡлговичю сн҃вець его Ст҃ославъ Всеволодичь и цѣлова к нему хрс̑тъ тогда же прида ему г҃ городъı а Сновескъ собѣ ѿӕ и Корачевъ и Воротинескъ занеже бѣ его ѿступилъ и поиде Ст҃ославъ Ѡлгович̑ Сновьску». Точная географическая локализация летописного Воротынска (старого) не установлена. Исследователями предложены следующие предполагаемые местонахождения: Воротынцевское городище на реке Зуше, городище на окраине села Воротынска на реке Выссе и городище вблизи Воротынского Спасского монастыря в национальном парке «Угра» в устье реки Угры.
В 1372 году во время Литовско-московской войны город был взят литовским князем Витовтом. Присоединён к Великому княжеству Литовскому Лугвением.
В 1455—1573 годах город служил центром Воротынского княжества (одного из Верховских княжеств), вотчины князей Воротынских. Именно здесь происходили события Стояния на Угре. В 1512 подвергся нападению крымских татар, в 1595 году — опустошён во время набега ногайцев, в 1610 — отрядов Я. П. Сапеги.
С 1708 по 1713 год являлся административным центром Воротынского уезда, который располагался на землях, включённых Петром Первым в состав обширной Смоленской губернии. В дальнейшем входил в Калужскую провинцию Московской губернии.
С 1724 до 1917 год в Воротынске существовала ратуша — орган городского управления.
С 1776 года Воротынск — заштатный город Перемышльского уезда Калужского наместничества (с 1796 года — Калужской губернии).
В 1899 году в 3 км севернее города Воротынск была открыта железнодорожная станция Воротынск.
В 1919 году после Октябрьской революции утратил статус города, став селом.